# Estadio Atlético Municipal de Concón
El Estadio Atlético Municipal de Concón es un recinto deportivo multiusos ubicado en la comuna de Concón, Región de Valparaíso, Chile. Es propiedad de la Ilustre Municipalidad de Concón y cuenta con capacidad para 3.000 espectadores. En este recinto efectúa sus partidos de local el club Concón National, recientemente ascendido a la Segunda División Profesional de Chile.
El recinto fue inaugurado el 11 de diciembre de 2010 y tuvo un costo de construcción que alcanzó los 1500 millones de pesos de la época. En el partido inaugural del estadio se enfrentaron las selecciones sub-18 de Concón y Quintero y posteriormente se realizó un show artístico.
El estadio cuenta con una cancha de césped sintético de 105 por 68 metros (medida estándar para partidos internacionales) y una pista de atletismo de tartán color negro. También cuenta con iluminación artificial para la realización de partidos y eventos nocturnos. Posee dos tribunas con capacidad para más de mil espectadores cada una.
El estadio acoge principalmente a los once clubes pertenecientes a la Asociación de Concón afiliada a su vez a la Asociación Nacional de Fútbol Amateur (ANFA). Desde el año 2022 acoge a Concón National (también afiliado a la Asociación de Concón) en su incursión en la Tercera División de Chile, y a partir de 2024 acogerá por primera vez fútbol profesional en la comuna, tras el ascenso de los conconinos a la Segunda División Profesional.